# Mitsukurinidae
Mitsukurinidae là một họ cá mập với 1 chi còn hiện hữu, Mitsukurina, và 3 chi tuyệt chủng: Anomotodon, Pseudoscapanorhynchus và Scapanorhynchus, một số nhà phân loại học xem Scapanorhynchus là một tên đồng nghĩa của Mitsukurina. Loài còn sống duy nhất được biết đến của họ này là loài Cá mập yêu tinh, Mitsukurina owstoni.

## Hình ảnh

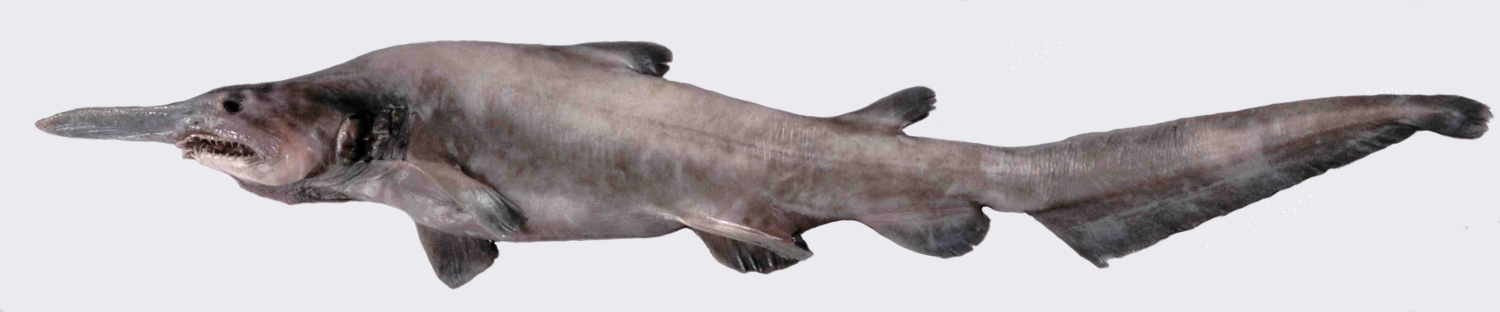
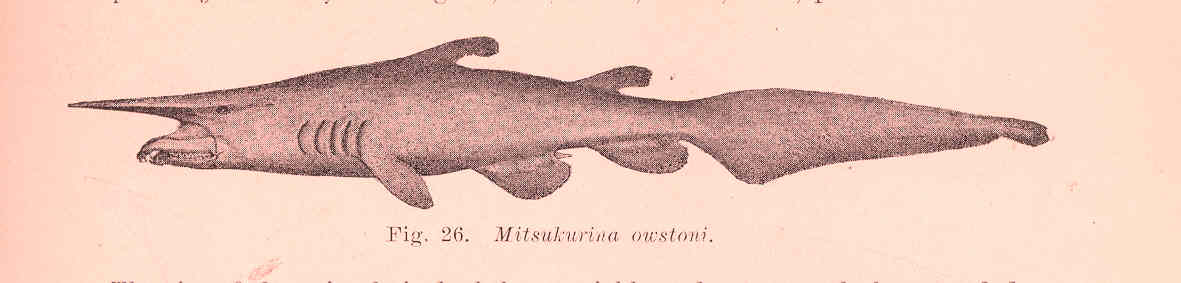